# Potap
Potap (Потап), pseudonimo di Oleksij Andrijovyč Potapenko (in ucraino Олексій Андрійович Потапенко?; Kiev, 8 maggio 1981), è un cantante, compositore e produttore discografico ucraino.
Canta solitamente con NK o con Djadja Vadja e UGO. Nel 2010 duetta con Vera Brežneva nel singolo pop Pronto che ottiene un ottimo successo commerciale.

## Discografia
- Pronto
- Na drugoj volne ili ano kanešno potomušo šož
- Ne para
- My bogače